# Splot żylny krzyżowy

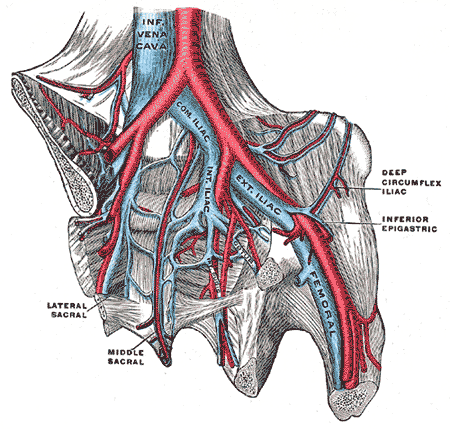
Żyła biodrowa zewnętrzna i jej dopływy

Splot żylny krzyżowy (łac. plexus venosus sacralis) – w anatomii człowieka splot żylny jamy miednicy położony między powierzchnią miedniczą kości krzyżowej a odbytnicą. Jest utworzony z żył krzyżowych bocznych i żyły krzyżowej pośrodkowej. Łączy się ze splotem żylnym odbytniczym. Dopływa do niego krew zarówno ze ścian miednicy, jak i ze ścian odbytnicy wraz z kanałem odbytowym. Krew odpływa z niego żyłami krzyżowymi do żyły biodrowej wewnętrznej.